# Challenger de Esmirna
El Türk Telecom İzmir Cup es un torneo de tenis celebrado en Esmirna, Turquía desde el año 2008. El evento forma parte del ATP Challenger Tour y se juega en canchas duras.

## Finales anteriores

### Individuales
| Año  | Campeón           | Finalista       | Resultado           |
| ---- | ----------------- | --------------- | ------------------- |
| 2014 | Borna Ćorić       | Malek Jaziri    | 6–1, 6–7(7), 6-4    |
| 2013 | Mikhail Kukushkin | Louk Sorensen   | 6–1, 6–4            |
| 2012 | Dmitry Tursunov   | Illya Marchenko | 7–6(4), 6–7(5), 6–3 |
| 2011 | Lukáš Lacko       | Marsel İlhan    | 6–4, 6–3            |
| 2010 | Somdev Devvarman  | Marsel İlhan    | 6–4, 6–3            |
| 2009 | Andrea Stoppini   | Marsel İlhan    | 7–6(5), 6–2         |
| 2008 | Gilles Müller     | Kristian Pless  | 7–5, 6–3            |

### Dobles
| Año  | Campeón                          | Finalista                          | Resultado   |
| ---- | -------------------------------- | ---------------------------------- | ----------- |
| 2014 | Ken Skupski Neal Skupski         | Malek Jaziri Alexander Kudryavtsev | 6–1, 6–4    |
| 2013 | Austin Krajicek Tennys Sandgren  | Brydan Klein Dane Propoggia        | 7–64, 6–4   |
| 2012 | David Rice Sean Thornley         | Brydan Klein Dane Propoggia        | 7–6(8), 6–2 |
| 2011 | Travis Rettenmaier Simon Stadler | Flavio Cipolla Thomas Fabbiano     | 6–0, 6–2    |
| 2010 | Rameez Junaid Frank Moser        | Jamie Delgado Jonathan Marray      | 6–2, 6–4    |
| 2009 | Jonathan Erlich Harel Levy       | Prakash Amritraj Rajeev Ram        | 6–3, 6–3    |
| 2008 | Jesse Levine Kei Nishikori       | Nathan Thompson Danai Udomchoke    | 6–1, 7–5    |